# بولفينية (نبات)
البولفينية أو الباولونيا أو شجرة الأميرة (الاسم العلمي: Paulownia) هي جنس من النباتات تتبع فصيلة البولفينية من رتبة الشفويات. هي شجرة تمتلك من 6 إلى 17 صنف وهي من أسرع الأشجار نمواً وأكثرها انتشاراً تجارياً لأغراض إنتاج أخشاب صلبة، وسبب تسميتها بالبولفينية أو بافولفنيا تيمناً اميرة روسيا (أنا باولونيا) بنت قيصر روسيا بول الأول (1795-1865). وتتميز بأزهارها ذات الرائحة العطرية.
البولفينية شجرة سريعة النمو، شجرة خشب ذو وزن خفيفِ صلبِ، تستعمل في تصنيع الأثاث والأرضيات والآلات الموسيقية والعديد مِنْ التطبيقاتِ الأخرى. تَنْمو أشجارَ البولفينية وتَزدهرُ في المناطقِ ذات الغبارِ والدخان خاصة أدخنة الكبريتِ. يُمْكِنُ أَنْ تعيش شجرة البولفينية من 85 إلى 100 سنةِ، تزرع أشجار البولفينية لخشبها الصلبِ الثمينِ، وتنظيف الهواءِ ومعالجة المياه ولمنع انجراف التربة ولتكوين أرض خصبة تنمو فيها الأعشابِ العضويةِ والمحاصيلِ الأخرى. وتصبح شجرة البولفينية ذات ظلال وفيرة خلال 16 إلى 18 شهرِ ويَصلْ ارتفاعها إلى 9 أمتار في ثلاث سَنَواتِ. تُزهرُ الأشجارُ الكبيرةِ أزهارِاً مثل أزهار اللافندرِ والياسمين. تضاف الأزهار إلى السلطات اليومية لدى بعض الشعوب. وتَستعملُ بَعْض الحضارات الأوراقَ ُ لتَغْذِية الحيوانات. عرفت البولفينية في أمريكا الشمالية قبل العصر الجليدي.

## موطنها
موطنها الأصلي هو الصين، وقد استنزفت في اليابان إلى حد الانقراض. وقد دخلت البولفينية في صميم عادات وتقاليد أنحاء من المجتمع الياباني بأن تقوم العائلة بزراعة شجرة بولفينية عندما تولد مولودة أنثى. يصنعون من خشبها خزانة للملابس تهدى للفتاة عندما تتزوج لتضع جهازها بداخلها فتكون هدية والديها لها. يعتبر خشب البولفينية في الصين وكوريا واليابان مهم جدا لصناعة الآلات الموسيقية الوترية لجودته العالية.

## تفاصيل عامة
بالرغم من أن الموطن الأصل لشجرة البولفينية هو الصين إلا أنها أنتشرت بشكل سريع إلى عدة مناطق بالرغم من اختلاف الطقوس من البلدان التي انتقلت إليها، مثل اليابان وكوريا والولايات المتحدة الأمريكية وفيتنام. ولكن الجميل في الأمر أن هذه الشجرة بإمكانها النموا في مناطق كثيره في العالم من ضمنها الشرق الأوسط وشمال أفريقيا.

## أنواع نبات البولفينية
بولفينية كثة الزغب هي أحد الأنواع المنتشرة في الشرق الأوسط خاصة لبنان ومصر والتي تم زراعتها بكثرة في مصر من قبل الجمعية المصرية للباولونيا لإنتاج الخشب في وقت قصير. أما عن الأنواع المهجنه وبحسب شركة بولفينية لزراعة الغابات فإن أفضل أنواع تم تهجينها في البلاد منخفضة الحرارة كي تتحمل الظروف المناخية شديدة البرودة لإنتاج الخشب هو نوع بولفينية 9501 والذي يعطي إنتاجية عالية من الأخشاب، كما يوجد صنف آخر من البولفينية وهو بولفينية متطاولة وهو نوع قريب من نوع 9501 إذا تم تقليمه بالشكل الصحيح، أنواع البولفينية كثيرة منها ما يستفاد منه بأنتاج الأخشاب والنوع الآخر للزينة حيث أن شجرة البولفينية شجرة مزهرة في الربيع لذلك تتم تغذية النحل علي زهورها.
| بولفينية | \| \| بولفينية كتالبية الأوراق \| \| \| \| \| \| بولفينية متطاولة \| \| \| \| \| \| بولفينية فارغيسية \| \| \| \| \| \| بولفينية كورية \| \| \| \| \| \| بولفينية فورتيونية \| \| \| \| \| \| بولفينية هينانية \| \| \| \| \| \| بولفينية كواكامية \| \| \| \| \| \| بولفينية تايوانية \| \| \| \| \| \| بولفينية كثة الزغب \| \| \| \| |
|          | \| \| بولفينية كتالبية الأوراق \| \| \| \| \| \| بولفينية متطاولة \| \| \| \| \| \| بولفينية فارغيسية \| \| \| \| \| \| بولفينية كورية \| \| \| \| \| \| بولفينية فورتيونية \| \| \| \| \| \| بولفينية هينانية \| \| \| \| \| \| بولفينية كواكامية \| \| \| \| \| \| بولفينية تايوانية \| \| \| \| \| \| بولفينية كثة الزغب \| \| \| \| |
|          | البرنديسية |
|          | |
|          | الوايتية |
|          | |
|          | بولفينية كتالبية الأوراق |
|          | |
|          | بولفينية متطاولة |
|          | |
|          | بولفينية فارغيسية |
|          | |
|          | بولفينية كورية |
|          | |
|          | بولفينية فورتيونية |
|          | |
|          | بولفينية هينانية |
|          | |
|          | بولفينية كواكامية |
|          | |
|          | بولفينية تايوانية |
|          | |
|          | بولفينية كثة الزغب |
|          | |

|  | بولفينية كتالبية الأوراق |
|  |                          |
|  | بولفينية متطاولة         |
|  |                          |
|  | بولفينية فارغيسية        |
|  |                          |
|  | بولفينية كورية           |
|  |                          |
|  | بولفينية فورتيونية       |
|  |                          |
|  | بولفينية هينانية         |
|  |                          |
|  | بولفينية كواكامية        |
|  |                          |
|  | بولفينية تايوانية        |
|  |                          |
|  | بولفينية كثة الزغب       |
|  |                          |

## استخدامات شجرة البولفينية
يتميز خشب البولفينية بأنه صلب وخفيف لذا تصنع منه أرضيات المنازل والمطابخ، ولأنه يتميز بمقاومته للنار تصنع منه الابواب، كما تصنع منه اليخوت والالات الموسيقية وصناديق الهدايا حيث أنه سهل التشكيل، تقوم شركة بولفينية لزراعة الغابات بتجربة تربية حيوانات المزرعة علي أوراق شجرة البولفينية لأن به 18% - 24% بروتين، كما يمكن تربية النحل علي زهور شجرة البولفينية في فصل الربيع علما بأن شجرة البولفينية متساقطة الأوراق تم تخصيص موقع باللغة العربية عن شجرة البولفينية وهو موقع شجرة البولفينية في مصر وبه الكثير من المعلومات عنها .

## أستخداماتها
من أسرع الأشجار نمواً في العالم. ولها عدة استخدامات:
- زراعة مساحة من الأرض في وقت قياسي، فخلال 6 أشهر تنمو من 4 إلى 6 متر )
- كما يستفاد منها أثناء زراعتها كمنحل عسل لأغلى أنواع العسل في الصين
- تستخدم أوراقها كعلف غنى جدا بالبروتين للجميع أنواع الحيوانات
- الاستفادة منها بعد ذلك بعائد كبير من بيع أخشابها المعروفة عالميا والمميزة جدا

## أصنافها
شجرة البولفينية 17 نوع. أميز 3 أنواع والذي يتم زراعتهم بهدف إنتاج الأخشاب على الترتيب:
- بولفينية كثة الزغب
- بولفينية فورتيونية
- بولفينية متطاولة

تكثر زراعة البولفينية كثة الزغب في المناطق المعتدلة والمناطق المائلة للحرارة والمناطق ذات الرطوبة العالية. من المناطق المزروعة بأشجار البولفينية كثة الزغب أستراليا والصين واليابان وألمانيا. بينما تكثر زراعة البولفينية المتطاولة في أمريكا ورومانيا. توجد أنواع جديدة مهجنة أميزها ( شان تونج، 9501، Z07، سبلندور )
تختلف درجة جودة أخشاب البولفينية من نوع إلى آخر بفروقات قليلة جداً. لذا يعتمد عامل سرعة النمو في اختيار الأنواع لإنتاج الأخشاب.

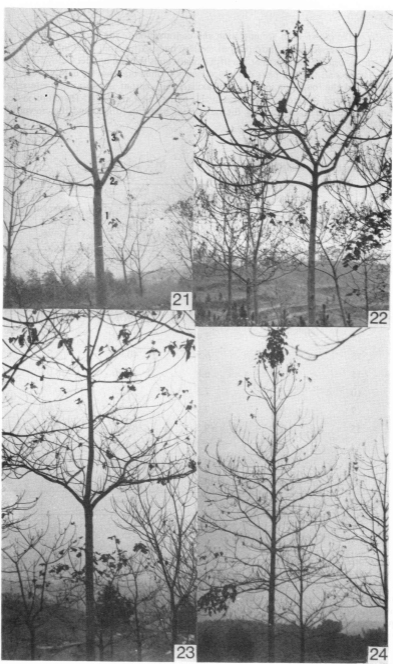
(أصناف البولفينية التى تتم زراعتها بغرض إنتاج الأخشاب) 22 تومينتوسا، 21 و23 الونجاتا، 24 فورتيوني

### اختيار الصنف المناسب
تعتبر التومينتوسا أكثر الأصناف زراعةً وانتشاراً في العالم بغرض إنتاج أخشاب نظراً لسرعة نموها وجودة أخشابها. أكبر غابة من أشجار البولفينية توجد في أستراليا، كما توجد غابات منها في لبنان والصين واليابان وألمانيا.

### نجاح شجرة البولفينية في الدول العربية
نجحت زراعة شجرة البولفينية في عدة بلدان عربية كلبنان
ومصر والأردن مؤخراً.
يعتبر التقليم عاملاً أساسياً في الحصول على وفرة من الأخشاب، إذ يحقق التقليم الوصول إلى ارتفاع 4 أمتار + خشب قبل زهور الافرع ولذا يتم اقلمة البولفينية في أول 3 سنوات للحصول على 4 متر + بازالة الأفرع وترك الأوراق فقط

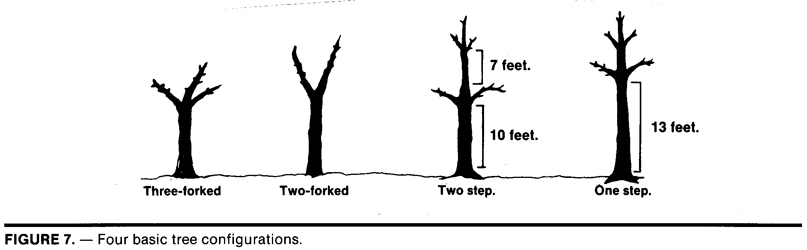
تقليم شجرة البولفينية بغرض الزينة أو إنتاج الأخشاب

### الري
في فصل الصيف، تُروَى الصيف شجرة البولفينية مرة كل أسبوع بمعدل 40 لتر للشجرة. أما في فصل الشتاء، فلا تحتاج إلى الري.

## خشب البولفينية
خشب البولفينية أصفر شاحب اللون، يتميز بالخصائص التالية:
- خفيف الوزن 260 - 290 كيلو لكل متر مكعب
- صلب ومتين
- مقاوم قوي جداً للرطوبة
- مقاوم للضغط
- عازل للحرارة والكهرباء
- مقاوم للاشتعال
- مقاوم للتسوس والنمل الأبيض
- مقاوم للتشقق
- سهل التشكيل والرسم

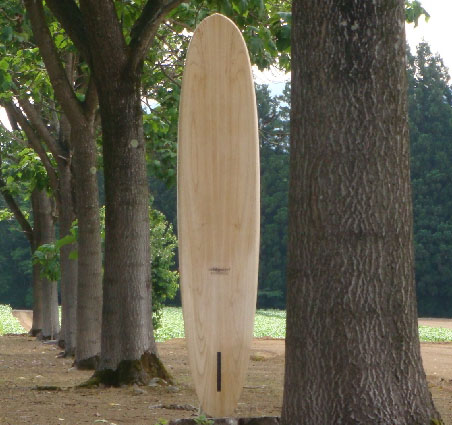
خشب البولونيا

- أخشاب البولفينية مقاومة للإعوجاج والتشقق والثني.
- يمكن حصاد البولفينية للمرة الأولى لأغراض التصنيع والتجارة بعد 5_7 سنوات من وقت زراعتها.

## أزهارها
تمتد فترة تزهير شجرة البولفينية من 4 إلى 8 اسابيع